# Darkly, Darkly, Venus Aversa
Darkly, Darkly, Venus Aversa – dziewiąty album studyjny brytyjskiej grupy muzycznej Cradle of Filth. Wydawnictwo ukazało się 1 listopada 2010 roku nakładem wytwórni muzycznej Peaceville Records. Płytę poprzedziły single do utworu Lilith Immaculate i Forgive Me Father (I Have Sinned), które ukazały się, odpowiednio 20 sierpnia i 19 października tego samego roku. Do utworu został zrealizowany również teledysk, który wyreżyserował Dani Jacobs.
Nagrania zostały zarejestrowane i zmiksowane w Monkey Puzzle House Studio w Woolpit w Suffolk w Anglii pomiędzy wiosną a latem 2010 roku. Wszystkie kompozycje zostały zmsterowane w Backstage Studios w Anglii w sierpniu 2010 roku.
Album Darkly, Darkly, Venus Aversa zadebiutował na 99. miejscu listy Billboard 200 w Stanach Zjednoczonych sprzedając się w przeciągu tygodnia od dnia premiery w nakładzie 5 800 egzemplarzy.

## Lista utworów
Opracowano na podstawie materiału źródłowego.
| Nr  | Tytuł utworu                        | Słowa      | Muzyka                             | Długość |
| --- | ----------------------------------- | ---------- | ---------------------------------- | ------- |
| 1.  | „The Cult of Venus Aversa”          | Dani Filth | Cradle of Filth, Mark Newby-Robson | 7:07    |
| 2.  | „One Foul Step from the Abyss”      | Dani Filth | Cradle of Filth, Mark Newby-Robson | 4:53    |
| 3.  | „The Nun with the Astral Habit”     | Dani Filth | Cradle of Filth, Mark Newby-Robson | 4:55    |
| 4.  | „Retreat of the Sacred Heart”       | Dani Filth | Cradle of Filth, Mark Newby-Robson | 3:56    |
| 5.  | „The Persecution Song”              | Dani Filth | Cradle of Filth, Mark Newby-Robson | 5:34    |
| 6.  | „Deceiving Eyes”                    | Dani Filth | Cradle of Filth, Mark Newby-Robson | 6:43    |
| 7.  | „Lilith Immaculate”                 | Dani Filth | Cradle of Filth, Mark Newby-Robson | 6:12    |
| 8.  | „The Spawn of Love and War”         | Dani Filth | Cradle of Filth, Mark Newby-Robson | 6:19    |
| 9.  | „Harlot on a Pedestal”              | Dani Filth | Cradle of Filth, Mark Newby-Robson | 5:09    |
| 10. | „Forgive Me Father (I Have Sinned)” | Dani Filth | Cradle of Filth, Mark Newby-Robson | 4:33    |
| 11. | „Beyond Eleventh Hour”              | Dani Filth | Cradle of Filth, Mark Newby-Robson | 7:16    |
|     |                                     |            |                                    | 1:02:37 |

| Bonus CD 2 | Bonus CD 2                                     | Bonus CD 2 | Bonus CD 2                         | Bonus CD 2 |
| Nr         | Tytuł utworu                                   | Słowa      | Muzyka                             | Długość    |
| ---------- | ---------------------------------------------- | ---------- | ---------------------------------- | ---------- |
| 1.         | „Beast of Extermination”                       | Dani Filth | Cradle of Filth, Mark Newby-Robson | 5:32       |
| 2.         | „Truth & Agony”                                | Dani Filth | Cradle of Filth, Mark Newby-Robson | 5:56       |
| 3.         | „Mistress from the Sucking Pit”                | Dani Filth | Cradle of Filth, Mark Newby-Robson | 7:00       |
| 4.         | „Behind the Jagged Mountains”                  | Dani Filth | Cradle of Filth, Mark Newby-Robson | 5:44       |
| 5.         | „Forgive Me Father (I Have Sinned) (teledysk)” | Dani Filth | Cradle of Filth, Mark Newby-Robson | 4:33       |
|            |                                                |            |                                    | 28:45      |

| Bonus CD 2 (Limited Fan Edition) | Bonus CD 2 (Limited Fan Edition)               | Bonus CD 2 (Limited Fan Edition) | Bonus CD 2 (Limited Fan Edition)   | Bonus CD 2 (Limited Fan Edition) |
| Nr                               | Tytuł utworu                                   | Słowa                            | Muzyka                             | Długość                          |
| -------------------------------- | ---------------------------------------------- | -------------------------------- | ---------------------------------- | -------------------------------- |
| 1.                               | „Beast of Extermination”                       | Dani Filth                       | Cradle of Filth, Mark Newby-Robson | 5:32                             |
| 2.                               | „Truth & Agony”                                | Dani Filth                       | Cradle of Filth, Mark Newby-Robson | 5:56                             |
| 3.                               | „Adest Rosa Secreta Eros”                      | Dani Filth                       | Cradle of Filth, Mark Newby-Robson | 7:25                             |
| 4.                               | „Mistress from the Sucking Pit”                | Dani Filth                       | Cradle of Filth, Mark Newby-Robson | 7:00                             |
| 5.                               | „Behind the Jagged Mountains”                  | Dani Filth                       | Cradle of Filth, Mark Newby-Robson | 5:44                             |
| 6.                               | „The Cult of Venus Aversa (demo version)”      | Dani Filth                       | Cradle of Filth, Mark Newby-Robson | 6:48                             |
| 7.                               | „The Nun with the Astral Habit (demo version)” | Dani Filth                       | Cradle of Filth, Mark Newby-Robson | 4:58                             |
| 8.                               | „Deceiving Eyes (demo version)”                | Dani Filth                       | Cradle of Filth, Mark Newby-Robson | 6:44                             |
|                                  |                                                |                                  |                                    | 50:07                            |

| Singel - Lilith Immaculate | Singel - Lilith Immaculate | Singel - Lilith Immaculate | Singel - Lilith Immaculate         | Singel - Lilith Immaculate |
| Nr                         | Tytuł utworu               | Słowa                      | Muzyka                             | Długość                    |
| -------------------------- | -------------------------- | -------------------------- | ---------------------------------- | -------------------------- |
| 1.                         | „Lilith Immaculate”        | Dani Filth                 | Cradle of Filth, Mark Newby-Robson | 6:12                       |

| Singel - Forgive Me Father (I Have Sinned) | Singel - Forgive Me Father (I Have Sinned) | Singel - Forgive Me Father (I Have Sinned) | Singel - Forgive Me Father (I Have Sinned) | Singel - Forgive Me Father (I Have Sinned) |
| Nr                                         | Tytuł utworu                               | Słowa                                      | Muzyka                                     | Długość                                    |
| ------------------------------------------ | ------------------------------------------ | ------------------------------------------ | ------------------------------------------ | ------------------------------------------ |
| 1.                                         | „Forgive Me Father (I Have Sinned)”        | Dani Filth                                 | Cradle of Filth, Mark Newby-Robson         | 4:31                                       |
| 2.                                         | „Lilith Immaculate”                        | Dani Filth                                 | Cradle of Filth, Mark Newby-Robson         | 6:11                                       |
|                                            |                                            |                                            |                                            | 10:42                                      |

## Twórcy
Opracowano na podstawie materiału źródłowego.
| Zespół Cradle of Filth w składzie - Dani Filth – wokal prowadzący, produkcja muzyczna - Paul Allender – gitara rytmiczna, gitara prowadząca - James McIlroy – gitara rytmiczna, gitara prowadząca - Dave Pybus – gitara basowa - Martin Škaroupka – perkusja - Ashley Ellyllon – instrumenty klawiszowe, wokal wspierający | Produkcja - Scott Atkins – produkcja muzyczna, inżynieria dźwięku, miksowanie - Doug Cook – produkcja muzyczna, inżynieria dźwięku - Mark Newby-Robson – orkiestracje, instrumenty klawiszowe - Ralph Woodward – orkiestracje - Matt Vickerstaff – okładka, oprawa graficzna | Dodatkowi muzycy - Andy James – gitara prowadząca - Lucy Atkins – wokal prowadzący - Dora Kemp – wokal wspierający - The Full Score Choir w składzie: - Ruth McCabe, Tim Cutts, Craig Miller - Philippa Mann, Dora Kemp, Anna Asbach-Cullen |

## Listy sprzedaży
| Lista                   | Kraj              | Pozycja |
| ----------------------- | ----------------- | ------- |
| Ö3 Austria Top 40       | Austria           | 50      |
| Ultratop 50             | Belgia            | 64      |
| Suomen virallinen lista | Finlandia         | 18      |
| SNEP                    | Francja           | 55      |
| MegaCharts              | Holandia          | 83      |
| Media Control Charts    | Niemcy            | 43      |
| Billboard 200           | Stany Zjednoczone | 99      |
| Rock Albums             | Stany Zjednoczone | 19      |
| Independent Albums      | Stany Zjednoczone | 10      |
| Hard Rock Albums        | Stany Zjednoczone | 7       |
| Tastemaker Albums       | Stany Zjednoczone | 20      |
| Schweizer Hitparade     | Szwajcaria        | 61      |
| UK Albums Chart         | Wielka Brytania   | 95      |